# Lords of the Street
Lords of the Street (noto anche come Jump Out Boys) è un film statunitense del 2008 diretto da Amir Valinia.

## Trama
New Orleans, dopo l'uragano Katrina. Un noto signore della droga messicano esce di prigione per recuperare i 15 milioni di dollari che la sua compagna nasconde.